# بيردريغون

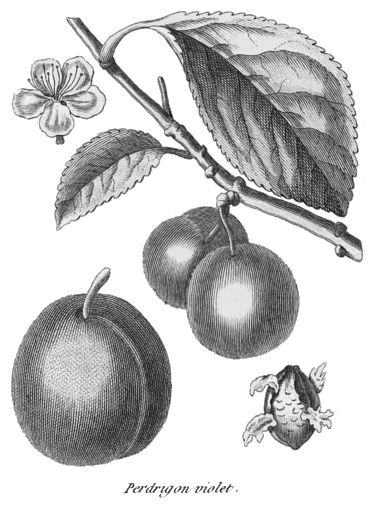

☆بيردريغون (بالإنجليزية: Perdrigon)‏, أحياناً يتهجى «بيردريغون، perdigon» هو برقوق يستخدم في الطهي منذ القدم مناشأه في جنوب فرنسا.
و أحياناً يصنف كمجموعة متنوعة من برقوق دوميستكا subsp. إينسيتيتيا, مثل الدامسون البريطاني والكريتش الألماني، على الرغم من أنها تختلف أختلافاً كبيراً لكل منها. وكانت ذات مرة تصنف كـبرقوق بيرتيغونا أو برقوق دوميستكا بيرتيغونا.
تزهر الشجرة في أواخر آذار / مارس، وتثمر في أواخر أغسطس أو أوائل سبتمبر.
Hogg إشارة إلى أن زهر البيردريغون طرياً جداً وعرضة للصقيع في الربيع، مما يتطلب بنمو الأشجار عكس الجدار جنوب-شرقي.
الفاكهة صغيرة وبيضاوية الشكل، غنية نسبياً، وذات طعم حلو سواء كانت خضراء أو بنفسجية، ذات غشاء زهري كبير والتي يجعلها في الغالب ما تكون صعبة جداً لتناولها كطعام مع الفاكهة.
تم تسجيل البيردريغون الأحمر والأبيض والأصفر جنباً إلى جنب مع البنفسجي الأكثر شيوعاً.
البيردريغون هي عريقة-متنوعة: يذكرها ريتشارد برادلي في 1726 كـ«برقوق جيد، سواء الخام أو الحلو»، ويميز أربعة أنواع. وكانت مرتبطة بمدينة بريغنوليس في فرنسا حيث لا تزال تزرع لأجل التجفيف. الفواكه المجففة المسطحة الذهبية تعرف بأسم بيستولي لتشابهها بالـبيستول عملة تاريخية. وتستخدم الثمار أيضاً لعمل المربى.